# 萨斯基娅·克拉克
萨斯基娅·克拉克（英語：Saskia Clark，1979年8月23日—），英国女子帆船运动员。她曾代表英国参加2008年、2012年和2016年夏季奥林匹克运动会帆船比赛，获得一枚金牌和一枚银牌。